# Contarinia ovipositosclera
Contarinia ovipositosclera är en tvåvingeart som beskrevs av Fedotova 1993. Contarinia ovipositosclera ingår i släktet Contarinia och familjen gallmyggor.
Artens utbredningsområde är Kazakstan. Inga underarter finns listade i Catalogue of Life.